# Gastrodia gunatillekeorum
Gastrodia gunatillekeorum este o nouă specie de orhidee descoperită în pădurea tropicală Sinharaja și descrisă în 2020. Până acum, au fost descoperite doar trei populații mici, fiecare cu mai puțin de 100 de indivizi maturi. Această plantă a fost numită după Nimal Gunatilleke și Savithri Gunatilleke.
Este din punct de vedere morfologic similară cu Gastrodia spatulata, care este nativă Indoneziei, ambele specii având o floare albă cu o coloratură galben-portocalie a peretelui interior al tubului periantului și partea liberă a tubului periantului întoarsă în interior. Cele două specii diferă în schimb în ceea ce privește petalele spatulate, mai scurte decât sepalele, unite doar la bază și prezente în interiorul tubului periantului. Petalele sunt la fel de lungi ca sepalele, cu treimea apicală liberă (restul fiind unit cu sepalele) și întoarse înspre înapoi, labellum este sub formă de romb, iar coloana este mai largă spre vârf.
Singura specie Gastrodia cunoscută în Sri Lanka este G. zeylanica, o specie mai înaltă, fără nici o parte colorată în galben în florile albe mat.